# 디안동고수쿠스

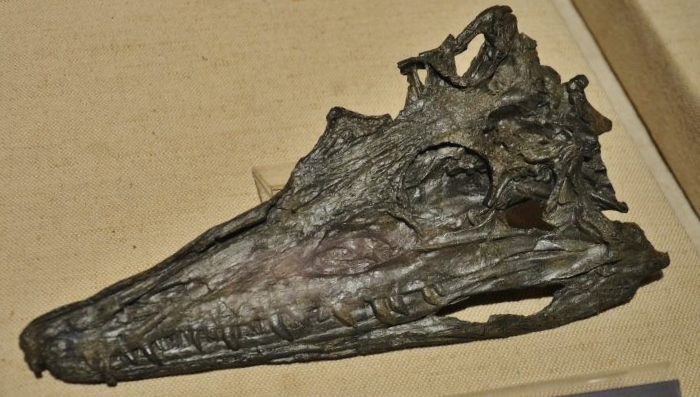

디안동고수쿠스(학명: Diandongosuchus fuyanensis)는 악어목 피토사우루스과에 속하는 악어이다. 지금은 멸종된 악어로 몸길이가 4~6m인 거대한 악어에 속한다.

## 특징
디안동고수쿠스는 수중 생활에 적응한 악어 중의 하나로 앞다리에 비해 더욱 길은 뒷다리를 가지고 있는 특징이 있다. 발 부분은 수영에 적합하도록 물갈퀴의 모습으로 바뀌었다. 또한 디안동고수쿠스는 꼬리의 대부분을 잃은 거의 완전한 관절형 골격(ZMNH M8770)으로부터 알려져 있다. ZMNH M8770의 총 길이는 97 센티미터(3.18 피트)이며, 동물의 추정 몸 길이는 약 155 센티미터(5.09 피트)이다. 견본은 오른쪽 측면에 보존되어 있으며, 아래턱과 줄기의 밑부분이 보인다. 석회암 슬라브로 준비하여 왼쪽 뼈대를 자세히 드러냈는데, 이 중 많은 부분이 더 잘 보존되어 있다. 디안동수쿠스의 두개골은 끝이 뾰족하며, 타원형의 눈구멍과 항우울제 및 임시 개구부가 있다. 독특한 특징으로는 콧구멍 개구부를 지나 뒤로 뻗어 있는 코끝에 있는 긴 프리맥실라 뼈, 눈구멍 밑을 흐르는 주갈골의 큰 능선, 그리고 그들을 둘러싸고 있는 두드러진 능선을 가진 두개골 테이블 위에 있는 두 개의 초자립형 개구부가 있다. 이 두개골은 치아노수쿠스와 비슷한 비율을 가지고 있으며, 프리맥실라에서도 같은 수의 치아를 가지고 있다. 지상 포포사우로이드 포포사우루스와 마찬가지로 디안동수쿠스에도 콧구멍 개구부의 경계에 이르지 않는 막실라(위턱) 뼈가 있다. 관절형 골격(ZMNH M8770)은 등과 목에 25개의 척추뼈, 2개의 천골 척추뼈(대부분의 트라이아스기 유사수치안), 7개의 가장 앞쪽 꼬리 척추뼈가 있다. 목 척추뼈는 치아노수쿠스보다 키가 크고 폭이 좁다. 등 척추뼈의 대부분은 갈비뼈를 넘어 가려져 있다. 엉덩이 근처의 트렁크 뒷면에는 물고기와 같은 작은 척추동물에 속하는 뼈들이 있다. 아마도 개인의 위 내용물일 것이다. 작은 겹치는 골격(뼈가 굵은 악어)이 척추뼈의 많은 부분을 덮고 있다. 두 줄의 줄이 목, 등, 꼬리를 따라 달리고, 두 줄의 골격이 각 척추에 걸쳐져 있다. 작은 골격도 사지를 덮고 있다.
사지와 골반, 가슴 거더의 일부 특징도 디안동수쿠스에서는 진단하는데, 엉덩이에 굵은 이끼움뼈가 있고, 다른 대룡의 것보다 훨씬 크고, 견갑골 끝에 의해 닫히는 가슴 거더의 코라코이드뼈가 열리고, 발에 있는 네 번째 전타뼈가 있다. 기타의 메타타르스 디안노수쿠스의 견갑골은 치아노수쿠스보다 길고 좁다. 엉덩이의 장골 칼날은 좁고 엉덩이의 나머지 부분으로부터 멀리 떨어져 돌출된다는 점에서 특이하다. 치아노수쿠스에서와 마찬가지로 디안동수쿠스의 대퇴골은 약간 뒤틀리지만 섬유는 가늘고 곡선이 많다. 발목의 아스트라갈루스와 칼카네움 뼈는 볼앤소켓처럼 서로 잘 맞으며, 디안동수쿠스를 필적하는 특징이 있다. 관절형 골격(ZMNH M8770)에서는 팔랑이나 발가락뼈 중 일부가 빠져 있지만 메타타르탈이 존재하며 4번째가 세 번째보다 긴 트라이아스기 대룡 중에서도 독특한 비율을 가지고 있다. 또한 리 외 연구진(2012년)이 디안동수쿠스에 대한 원 설명에서 실시한 계통발생학적 분석 결과, 주로 두발성 포포사우루스, 돛을 받치고 있는 아리조나사우루스 등 육지 유사수족들이 포함된 포포사우루아이라 불리는 쇄골의 가장 기초적인 구성원이었던 것으로 나타났다. 포포사우로이데아에서 두 번째로 기초 멤버가 많았던 수생가명치안인 치아노수쿠스와 밀접한 관련이 있는 것으로 밝혀졌다. 분석에 사용된 특성 목록인 Li et al의 데이터 매트릭스는 익룡에 관한 가장 광범위한 것 중 하나인 네스빗(2011년)의 데이터 매트릭스를 기반으로 했다. 이 때문에 리 외가 발견한 많은 관계들은 네스빗이 발견한 관계들과 동일하다. 디안동수쿠스는 탈라토룡, 노토룡, 익룡, 일부 원생룡을 포함한 많은 해양 파충류들을 보존해 온 라디니아 시대의 해양 석회암 형질에서 발견되었다. 밀접하게 연관되어 있는 유사수치안 첸노수쿠스는 디안동수쿠스 지방 북서쪽 약 50km(31mi)의 해상저류장에서 발견되었는데, 이는 약간 오래된(나이로는 아니시안)이며, 해양 생활양식과 일치하는 많은 특징을 가지고 있다. 그러나 디안동수스쿠스는 해양 생활 양식에 대한 뚜렷한 적응성을 보이지 않는다. 가능한 적응에는 대부분의 육지 유사수치족보다 두개골의 뒤쪽에 약간 더 멀리 위치한 콧구멍과 더 많은 수의 전치(차나레수쿠스, 스피노사우루스과와 같은 반수형 대룡류에서 볼 수 있는 특징)가 포함된다. 배 안에 있는 물고기 뼈는 해양 대공룡이었다는 추가적인 증거다. 디안동수스쿠스는 해안선을 따라 살고 있는 바닷물 악어처럼 현대의 해양 크로코딜리아인들과 비슷한 생활방식을 가졌을지도 모른다. 표본이 발견된 지역성은 테트라포드가 풍부하기로 잘 알려져 있다. 테라스피드는 카네메예리이드 디노돈토사우루스, 프로비노그나투스, 마세토그나투스 같은 신노돈트 등이 있으며, 후자는 지방성의 가장 풍부한 세손이다. 그러나 형성에서 나타나는 가장 흔한 테트라포드 집단은 익룡이다. 오르니토디란에는 루이스쿠스, 라게르페톤, 마라스쿠스, 프레골라고수쿠스 등이 있다. 다른 익룡으로는 그라실리수쿠스와 루페로수쿠스가 있다.1971년 차나레수쿠스와 함께 이름이 붙여진 또 다른 프로테로캄프시안으로는 구알로수쿠스가 있다. 그것은 크기와 두개골 비율에서만 다른 차나레수쿠스와 외관이 매우 비슷하다. 먹이로는 당대에 서식하던 물고기, 갑각류와 같은 육식성의 먹이와 양치식물과 같은 초식성의 먹이를 모두 섭취했을 잡식성의 악어로 추정이 된다.

## 생존시기와 서식지와 화석의 발견
디안동고수쿠스가 생존하던 시기는 중생대의 트라이아스기 후기로서 지금으로부터 2억년전~1억 8천만년전에 서식했던 악어이다. 생존하던 시기에는 남아메리카를 중심으로 하는 강과 호수에서 주로 서식했던 악어가 된다. 화석의 발견은 1971년에 남아메리카의 트라이아스기에 형성된 지층에서 남아메리카의 고생물학자 중에 하나인 알프레드 로머가 최초로 발견하여 새롭게 명명된 종이며 화석이 발견된 남아메리카의 국가로는 아르헨티나와 브라질이 있다.

## 같이 보기
- 악어
- 중생대
- 트라이아스기
- 파충류
- 화석